# Steiner Bach
Der Steiner Bach ist ein Bach in der Gemeinde Matrei in Osttirol (Bezirk Lienz). Er ist vor allem für seine im Unterlauf gebildeten Steiner Wasserfälle bekannt und verdankt seinen Namen dem Weiler Stein. Durch seine im Hochtal verzweigte Fließgewässerstrecken weist der Steiner Bach hohe naturschutzfachliche Wertigkeit auf.

## Verlauf
Die Quellbäche des Steiner Baches beziehen ihr Wasser von den Südabhängen des Gradötzkamms der Granatspitzgruppe zwischen Trigenköpfl, Nussingkogel, Wellachköpfen, Gradötz, Gradötzkogel und Bretterwandspitze (von West nach Ost). Der nördlichste Quellarm des Steiner Bachs entspringt unterhalb des Gradötzkees in rund 2.900 Metern Höhe. Die einzelne Quellarme vereinen sich in rund 2.000 Metern unterhalb einer alten Schmelzhütte zum Steiner Bach, der in der Folge in südwestlicher Richtung durch ein Hochtal fließt. Nach der Äußeren Steiner Alm (1914 m ü. A.) verlässt der Bach die als Almwiesen genutzten Hochflächen und stürzt durch bewaldete Schluchten ins Tal, wo er im Unterlauf die Steiner Wasserfälle bildet. In der Prossegklamm mündet der Steiner Bach schließlich in den Tauernbach, wobei das Wasser des Steiner Baches zwischen 1920 und 2002 energiewirtschaftlich genutzt wurde.